# Многостепенна ракета
Многостепенна ракета е съставна ракета състояща се от 2 или повече отделни ракети наричани степени.
Всяка степен е снабдена със собствен ракетен двигател и горивна система. Степените се задействат последователно като след привършването на горивото степента се отделя и се задейства двигателят на следващата. Многостепенните ракети са на практика стандарт при междуконтиненталните балистични ракети и ракетите-носители използвани за изстрелване на космически апарати над границата на земната атмосфера.

## Предимства
Масата на ракетата намалява значително при отделянето на поредната степен и съгласно втория закон на Нютон ускорението изисква по-малка тяга. По този начин многостепенната ракета позволява да се достигне значително по-голяма ефективност отколкото при едностепенна конструкция. Последната степен на многостепенна ракета може да достигне значително по-големи скорост и ускорение от едностепенна ракета при еднакво количество гориво или да достигне зададена скорост с много по-малко гориво.
Друго предимство е, че могат отделните степени могат да използват различни видове гориво и различна конструкция. Така двигателите на първата степен могат да се оптимизират за работа в условията на атмосферата а тези на последните степени за работа в условия на вакуум.
Също така могат да се комбинират степени за еднократна употреба със степени за многократна употреба.

## Недостатъци
Конструкцията на многостепенните ракети е значително по-сложна и съответно по трудна за проектиране и изработване както и по-скъпа. По-голямата сложност създава много повече рискове от повреди и проблеми включително несработване на двигатели, невъзможност за отделяне на степените и сблъсък между степените.

## Последна степен и полезен товар
При ракетите носители често е трудно да се разграничи последната степен от полезния товар. Често полезният товар е космически апарат със собствени двигатели което затруднява класификацията му отделно от системата за изстрелване. В руската космическа терминология се е наложил терминът ускорителен блок за обозначаване на последната степен с еднократна употреба подчертавайки специалното ѝ предназначение - извеждане до окончателна орбита например от геостационарна трансферна орбита на геостационарна орбита.

## История
|  | Тази страница частично или изцяло представлява превод на страницата „Многоступенчатая_ракета“ и страницата Multistage_rocket в Уикипедия на руски и английски език. Оригиналните текстове, както и този превод, са защитени от Лиценза „Криейтив Комънс – Признание – Споделяне на споделеното“, а за творби, създадени преди юни 2009 година – от Лиценза за свободна документация на ГНУ. Прегледайте историята на редакциите на оригиналните страници тук и тук, за да видите списъка на техните съавтори. ВАЖНО: Този шаблон се отнася единствено до авторските права върху съдържанието на статията. Добавянето му не отменя изискването да се посочват конкретни източници на твърденията, които да бъдат благонадеждни. |